# Gunnars saga Keldugnúpsfífls
La Gunnars saga Keldugnúpsfífls è una saga norrena che rientra nel novero delle saghe degli Islandesi; essa è stata scritta in Islanda non prima del XV secolo e la vicenda narrata è ambientata nel IX-X secolo. I manoscritti pervenutici sono tutti posteriori al 1600.
La saga, in virtù della sua genesi tarda, si presenta come un connubio letterario di elementi propri di saghe di genere diverso, mostrando elementi fantastici tipi delle saghe del tempo antico e di quelle cavalleresche.